# Korozwłóknienie
Korozwłóknieniem nazywamy ciągłe przekształcenie
{\displaystyle i\colon A\to X}
gdzie {\displaystyle A} i {\displaystyle X} są przestrzeniami topologicznymi, jeżeli ma ono własność przedłużania homotopii w odniesieniu do każdej przestrzeni {\displaystyle Y.}

## Własności
- Dla przestrzeni Hausdorffa, korozwłóknienia są domkniętymi injekcjami
- Włożenie {\displaystyle i\colon A\to X} jest korozwłóknieniem wtedy i tylko wtedy, gdy istnieje retrakcja z {\displaystyle X\times I} na {\displaystyle X\times \{0\}\cup A\times I,} tj. na cylinder włożenia. Istotnie, własność korozwłóknienia oznacza, że każde przekształcenie z cylindra przedłuża się na całe {\displaystyle X\times I,} zatem wystarczy przedłużyć identyczność na cylindrze by otrzymać szukaną retrakcję. W drugą stronę, aby przedłużyć przekształcenie z cylindra na {\displaystyle X\times I,} wystarczy złożyć z nim retrakcję.